# Камерон (Северна Каролина)
Камерон (енгл. Cameron) град је у америчкој савезној држави Северна Каролина.

## Демографија
По попису из 2010. године број становника је 285, што је 134 (88,7%) становника више него 2000. године.
| Група             | 2000.      | 2010.       |
| Белци             | 98 (64,9%) | 203 (71,2%) |
| Афроамериканци    | 53 (35,1%) | 64 (22,5%)  |
| Азијати           | 0 (0,0%)   | 1 (0,4%)    |
| Хиспаноамериканци | 0 (0,0%)   | 6 (2,1%)    |
| Укупно            | 151        | 285         |